# Wanless Water
Wanless Water ist ein Wasserlauf in Lancashire, England. Es entsteht aus dem Zusammenfluss von Slipper Hill Clough und dem Abfluss des Slipper Hill Reservoir. Es fließt in südlicher Richtung parallel zum Leeds and Livepool Canal auf dessen östlicher Seite. Es wird unter dem M65 motorway hindurch geführt uns mündet dann südlich der Barrowford Locks Bridge im Westen von Colne in das Colne Water.